# Idiostyla
Idiostyla là một chi bướm đêm thuộc họ Cosmopterigidae. Nó được Edward Meyrick phát hiện năm 1921. Các phụ loài gồm oculata và catharopis. Cả hai đều được phát hiện ở Fiji và không có phụ loài nào đã được ghi nhận trước đây.